# Image Award/Bester Darsteller – Seifenoper
Image Award: Bester Darsteller – Seifenoper (Outstanding Actor in a Daytime Drama Series)

## 1990er Jahre
1994
Kristoff St. John – Schatten der Leidenschaft
1995
Kristoff St. John – Schatten der Leidenschaft
1996
Kristoff St. John – Schatten der Leidenschaft
- Keith Hamilton Cobb – All My Children
- Darnell Williams – The City
- Shemar Moore – Schatten der Leidenschaft
- Adam Lazarre-White – Schatten der Leidenschaft

1997
Kristoff St. John – Schatten der Leidenschaft
- Keith Hamilton Cobb – All My Children
- Nathan Purdee – Liebe, Lüge, Leidenschaft
- Shemar Moore – Schatten der Leidenschaft
- Joseph C. Phillips – General Hospital

1998
Shemar Moore – Schatten der Leidenschaft
- Nathan Purdee – Liebe, Lüge, Leidenschaft
- Joseph C. Phillips – General Hospital
- Kristoff St. John – Schatten der Leidenschaft
- Timothy Stickney – Liebe, Lüge, Leidenschaft

1999
Shemar Moore – Schatten der Leidenschaft
- Nathan Purdee – Liebe, Lüge, Leidenschaft
- Joseph C. Phillips – General Hospital
- Kristoff St. John – Schatten der Leidenschaft
- Usher Raymond – Reich und Schön

## 2000er Jahre
2000
Shemar Moore – Schatten der Leidenschaft
- Nathan Purdee – Liebe, Lüge, Leidenschaft
- Peter Parros – Jung und Leidenschaftlich – Wie das Leben so spielt
- Kristoff St. John – Schatten der Leidenschaft
- Mathew St. Patrick – All My Children

2001
Shemar Moore – Schatten der Leidenschaft
- Nathan Purdee – Liebe, Lüge, Leidenschaft
- Timothy Stickney – Liebe, Lüge, Leidenschaft
- Kristoff St. John – Schatten der Leidenschaft
- Mathew St. Patrick – All My Children

2002
Shemar Moore – Schatten der Leidenschaft
- Nathan Purdee – Liebe, Lüge, Leidenschaft
- Timothy Stickney – Liebe, Lüge, Leidenschaft
- Kristoff St. John – Schatten der Leidenschaft
- James Reynolds – Zeit der Sehnsucht

2003
Kristoff St. John – Schatten der Leidenschaft
- Darnell Williams – All My Children
- Nathan Purdee – Liebe, Lüge, Leidenschaft
- Peter Parros – Jung und Leidenschaftlich – Wie das Leben so spielt
- Paul Tyler – Jung und Leidenschaftlich – Wie das Leben so spielt

2004
Kristoff St. John – Schatten der Leidenschaft
- Keith Hamilton Cobb – Schatten der Leidenschaft
- Timothy Stickney – Liebe, Lüge, Leidenschaft
- James Reynolds – Zeit der Sehnsucht
- Tyler Christopher – General Hospital

2005
Shemar Moore – Schatten der Leidenschaft
- Keith Hamilton Cobb – Schatten der Leidenschaft
- Bryton James – Schatten der Leidenschaft
- Kristoff St. John – Schatten der Leidenschaft
- Michael B. Jordan – All My Children

2006
Shemar Moore – Schatten der Leidenschaft
- Antonio Sabato junior – Reich und Schön
- Bryton James – Schatten der Leidenschaft
- Kristoff St. John – Schatten der Leidenschaft
- Michael B. Jordan – All My Children

2007
Kristoff St. John – Schatten der Leidenschaft
- Antonio Sabato junior – Reich und Schön
- James Reynolds – Zeit der Sehnsucht
- Bryton James – Schatten der Leidenschaft
- Michael B. Jordan – All My Children

2008
Kristoff St. John – Schatten der Leidenschaft
- Kamar de los Reyes – Liebe, Lüge, Leidenschaft
- Tobias Truvillion – Liebe, Lüge, Leidenschaft
- Mykel Shannon Jenkins – Reich und Schön
- Bryton James – Schatten der Leidenschaft

2009
Bryton James – Schatten der Leidenschaft
- Texas Battle – Reich und Schön
- Dan Martin – Reich und Schön
- Montel Williams – Springfield Story
- Cornelius Smith – All My Children